# Pont de Carouge
Le pont de Carouge est un pont routier et piéton sur l'Arve, situé dans le canton de Genève et reliant les communes de Genève et de Carouge, en Suisse.

## Localisation
Le pont de Carouge est le septième pont le plus en amont de l'Arve après son entrée en Suisse et le quatrième pont (après ceux du Val d'Arve, des Artisanes et de la Fontenette) reliant Carouge et Genève. C'est longtemps le seul pont sur l'Arve du canton de Genève sur lequel passe le tramway avant qu'une autre ligne soit inaugurée sur le pont des Acacias, situé en aval, le 15 décembre 2004.

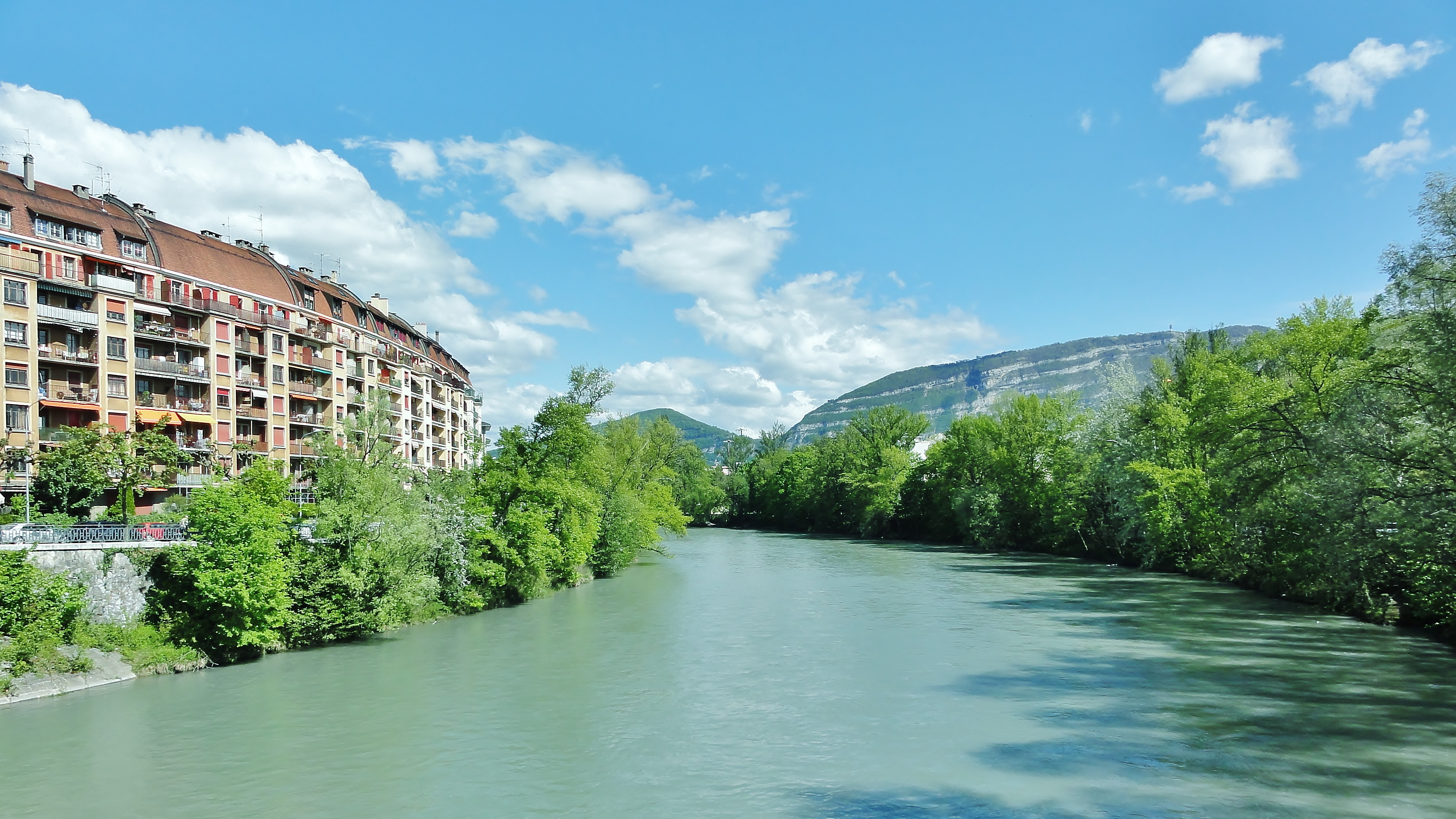
Vue depuis le Pont de Carouge, l'Arve et le Mont Salève

## Histoire
Les premiers vestiges de ponts sur l'Arve entre Carouge et Genève datent de 100 av. J.-C. où deux ponts successifs et parallèles représentent la fin de la route menant à Annecy. Ils montrent ainsi déjà l'importance de Carouge comme carrefour routier. Au XIe siècle, les droits de péage sur le pont de Carouge sont perçus par l'évêque de Genève.
Au XVIe siècle, le pont marque la frontière entre le duché de Savoie et Genève. Il est volontairement construit léger pour des raisons stratégiques, parfois garni de capites, plusieurs fois englouti par les flots et rapidement rebâti même s'il doit être parfois remplacé momentanément par un bac. Contrairement au pont du Rhône, positionné fixement sur l'Île, le pont de Carouge a été construit à différents endroits au fil des siècles.
Le pont actuel est construit sous le nom de « Pont-Neuf » dès 1811 par le gouvernement français sous la direction de l'ingénieur Nicolas Céard. Il est modernisé entre 1816 et 1817, année où Carouge rejoint le canton de Genève à la suite du traité de Turin signé avec la Savoie. À part un élargissement du tablier en 1862 pour permettre le passage du tramway et le remplacement des dalles de la chaussées en granit par de l'asphalte en 1967, le pont n'a pas changé depuis. 
Entre 1935 et 1970, les débits de l'Arve dans le canton de Genève ont été déterminés au pont de Carouge. Il est la propriété de la ville de Carouge à parité avec la ville de Genève.
En 1974, la ville de Genève devient copropriétaire avec l’État de Genève puis en 1979, la ville de Carouge reprend les parts du Canton et en 1981, le pont est rebaptisé le « Pont de Carouge »
En 2016, une importante rénovation du pont a été effectuée par les villes de Genève et de Carouge, propriétaires du pont. Les travaux menés ont consisté à démolir et à reconstruire complètement le tablier de l’ouvrage, sans qu'il ait été possible de l'élargir, la commission cantonale des monuments de la nature et des sites (CMNS) l'ayant refusé.